# Moulin de la Colimassière

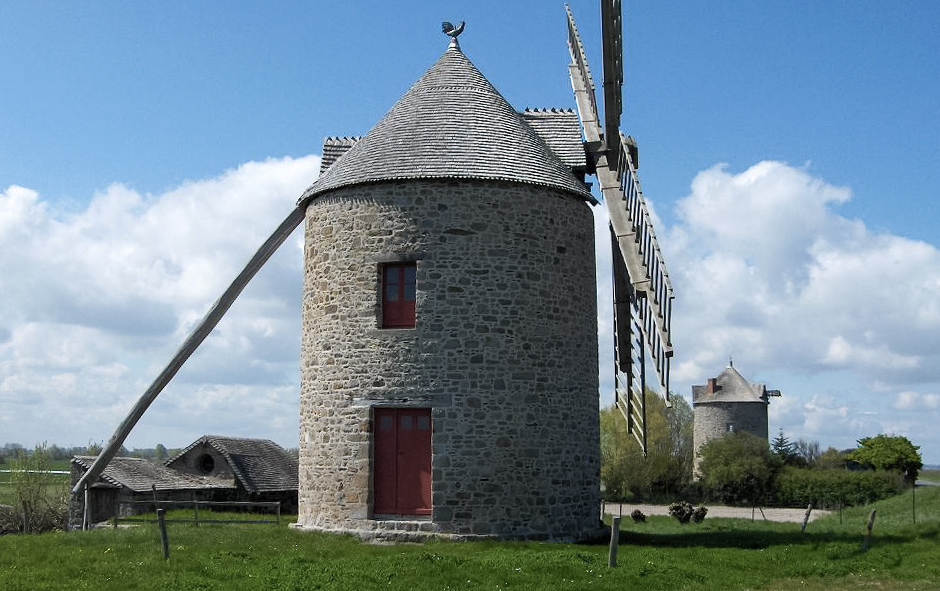
Moulin de la Colimassière in Cherrueix (2006)

Die Moulin de la Colimassière ist eine Windmühle in Cherrueix, einer französischen Gemeinde im Département Ille-et-Vilaine in der Region Bretagne, die im 19. Jahrhundert errichtet wurde. Im Jahr 1977 wurde die ehemalige Windmühle an der Route de la Saline als Monument historique in die Liste der Baudenkmäler in Frankreich aufgenommen.
Die Getreidemühle aus Bruchsteinmauerwerk und mit Kegeldach ist eine von drei Mühlen in Cherrueix, die wegen des starken Windes in der Bucht von Mont-Saint-Michel gebaut wurden. Alle drei Mühlen besitzen die gleiche Bauweise.
Die Moulin de la Colimassière wurde zu einem Wohnhaus umgebaut.